# Kardinaltugend

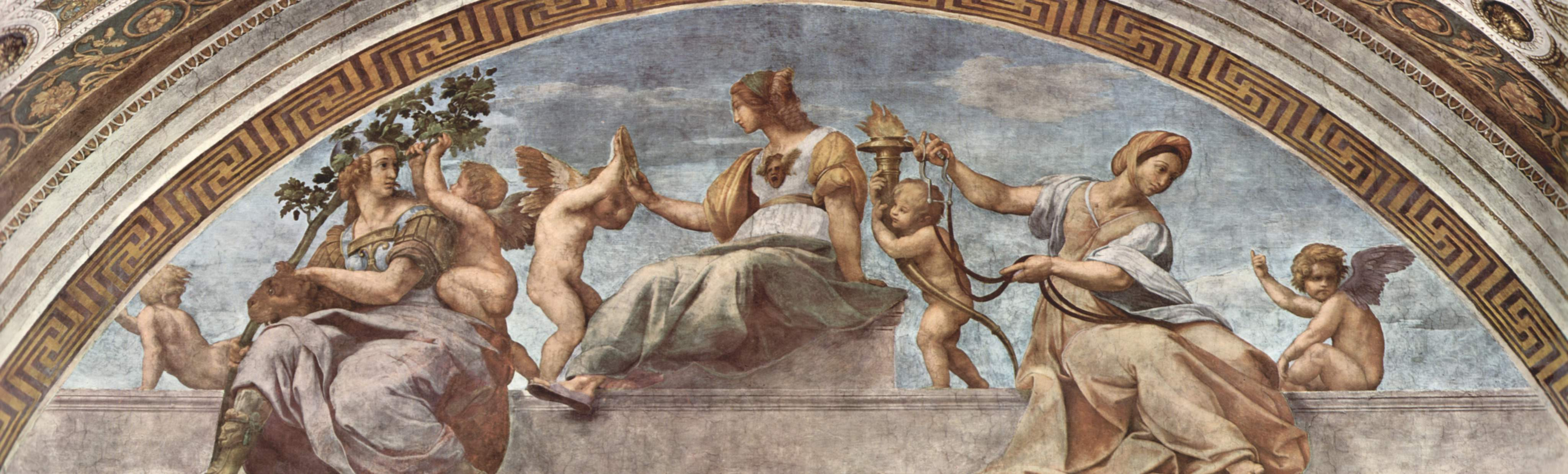
Detail aus Die Kardinal- und Gottestugenden von Raffael, Fresko in den Stanzen des Raffael

Als Kardinaltugenden (von lateinisch cardo ‚Türangel, Dreh- und Angelpunkt‘) oder Primärtugend bezeichnet man seit der Antike eine Gruppe von vier Grundtugenden. Diese waren anfangs nicht bei allen Autoren dieselben. Eine Vierergruppe ist bereits im Griechenland des 5. Jahrhunderts v. Chr. belegt und war wohl schon früher bekannt; die Bezeichnung „Kardinaltugenden“ wurde in der spätantiken Patristik durch den Kirchenvater Ambrosius von Mailand im 4. Jahrhundert erstmals verwendet.

## Antike
Die Gruppe von vier Haupttugenden ist erstmals bei dem griechischen Dichter Aischylos belegt, in seinem 467 v. Chr. entstandenen Stück Sieben gegen Theben (Vers 610). Er scheint sie als bekannt vorauszusetzen; daher wird vermutet, dass sie schon im griechischen Adel des 6. Jahrhunderts v. Chr. geläufig waren. Aischylos charakterisiert den Seher Amphiaraos als tugendhaften Menschen, indem er ihn als
- verständig (sóphron),
- gerecht (díkaios),
- fromm (eusebés) und
- tapfer (agathós) bezeichnet.

Der Begriff agathós (gut) ist hier, wie in vielen Inschriften, im Sinne von tapfer (andreios) zu verstehen.
Platon übernahm in seinen Dialogen Politeia und Nomoi die Idee der Vierergruppe. Er behielt die Tapferkeit (bei ihm ἀνδρεία andreia), die Gerechtigkeit (δικαιοσύνη dikaiosýne) und die Besonnenheit (σωφροσύνη sophrosýne) bei, ersetzte aber die Frömmigkeit (εὐσέβεια eusébeia) durch Klugheit (φρόνησις phrónesis) oder Weisheit (σοφία sophía). Dadurch wurde die Frömmigkeit aus dem Tugendkatalog verdrängt. Noch Platons Zeitgenosse Xenophon, der wie Platon ein Schüler des Sokrates war, schrieb Sokrates einen Kanon von nur zwei Tugenden zu, nämlich Frömmigkeit (die die Beziehungen zwischen Menschen und Göttern bestimmt) und Gerechtigkeit (die für die Beziehungen der Menschen untereinander maßgeblich ist).
Platon ordnet jedem der drei von ihm angenommenen Seelenteile und jedem der drei Stände in seiner Konzeption einer idealen Gesellschaftsordnung (πολιτεία politeía) eine Tugend zu, nämlich dem obersten Seelenteil bzw. Stand die Weisheit, dem zweitrangigen die Tapferkeit und dem niedersten die Verständigkeit oder Fähigkeit des Maßhaltens. Die Gerechtigkeit ist allen drei zugewiesen, sie sorgt für das rechte Zusammenwirken der Teile des Ganzen.
Nicht nur die Angehörigen der von Platon gegründeten Akademie, sondern auch die Stoiker übernahmen den Kanon der vier Tugenden; wohl aus stoischem Schrifttum gelangte die Vierergruppe auch in die rhetorischen Handbücher. Daher waren die Gebildeten der hellenistischen und römischen Welt mit ihr vertraut.
Auch im Judentum wurden dieselben vier Haupttugenden gelehrt; sie erscheinen zweimal in der Septuaginta (der griechischen Übersetzung des Tanach), nämlich im Buch der Weisheit (8.7) und im 4. Buch der Makkabäer (1.18). Der jüdische Philosoph Philon von Alexandria befasste sich ebenfalls damit; er deutete die vier Flüsse des Paradieses allegorisch als die vier Tugenden.
Marcus Tullius Cicero, der sich hier auf ein nicht erhaltenes Werk des Stoikers Panaitios stützte, vertrat die Lehre von den vier Haupttugenden. Er machte die römische Welt mit ihr vertraut. In seiner Schrift De officiis (Über die Pflichten) nennt und erörtert er die vier Tugenden:
- Gerechtigkeit (iustitia),
- Mäßigung (temperantia),
- Tapferkeit und Hochsinn (fortitudo, magnitudo animi bzw. virtus) und
- Weisheit oder Klugheit (sapientia bzw. prudentia).

## Mittelalter
Antike Tugendlehren schlagen sich mit der Rezeption der antiken Philosophie durch christliche Theologen wie Ambrosius, Hieronymus, Augustinus, Beda und Hrabanus Maurus in der Bibelauslegung nieder.
Im 4. Jahrhundert verfasste Ambrosius von Mailand eine Pflichtenlehre (De officiis ministrorum), in der er sich mit Ciceros Auffassung auseinandersetzt. Er verwendete erstmals den Begriff „Kardinaltugenden“ (virtutes cardinales); häufiger ist bei ihm aber der Ausdruck „Haupttugenden“ (virtutes principales). Er übernahm Philons Deutung der vier Paradiesflüsse als die vier Tugenden.

Eine erste systematische Ausformung erhält die Tugendlehre im Rahmen der Morallehre des Thomas von Aquin, der die Kardinaltugenden als Angel bezeichnet, an der alle anderen Tugenden befestigt sind: 

Virtus aliqua dicitur cardinalis, quasi principalis, quia super eam aliae virtutes firmantur, sicut ostium in cardine.

„Eine Tugend heißt Kardinal- bzw. Haupttugend, weil an ihr die anderen Tugenden befestigt sind wie die Tür in der Angel.“

## Aufklärung
Immanuel Kant lässt in Bezug zu den Sekundärtugenden nur eine Primärtugend gelten: „Es ist überall nichts in der Welt, ja überhaupt auch außer derselben zu denken möglich, was ohne Einschränkung für gut könnte gehalten werden, als allein ein guter Wille.“ Fehle dieser, können alle anderen Tugenden „auch äußerst böse und schädlich werden“.
Der deutsche Philosoph Johann Friedrich Herbart nennt als Kardinaltugenden:
- Tapferkeit,
- Freiheit,
- Güte,
- Gerechtigkeit.

## Moderne
Der Philosoph Josef Pieper macht in der Tradition von Thomas von Aquin die folgenden christlichen Kardinaltugenden aus:
- Klugheit,
- Gerechtigkeit,
- Tapferkeit,
- Mäßigung.

Dabei räumt er der Klugheit den ersten Rang ein. Aus ihr heraus werden alle anderen Tugenden geboren. Die Klugheit ist das Maß der Gerechtigkeit, der Tapferkeit und der Mäßigung. In der orientierungslosen Nachkriegszeit fasste er diesen christlichen Glaubensgrundsatz prägnant zusammen:

„Keinen Satz der klassisch-christlichen Lebenslehre gibt es, der dem Ohr des heutigen Menschen, auch des Christen, so unvertraut, ja so fremd und verwunderlich klingt wie dieser: daß die Tugend der Klugheit die ‚Gebärerin‘ und der Formgrund aller übrigen Kardinaltugenden sei, der Gerechtigkeit, der Tapferkeit und der Mäßigung; daß also nur, wer klug sei, auch gerecht, tapfer und maßvoll sein könne; und daß der gute Mensch gut sei kraft seiner Klugheit.“

## China
Die fünf konfuzianischen Kardinaltugenden (chin. 五常,  wŭcháng) sind:
- Menschlichkeit (仁,  rén)
- Gerechtigkeit oder Rechtes Handeln (義,  yì)
- Sitte (禮,  lĭ)
- Wissen (智,  zhì)
- Wahrhaftigkeit (信,  xìn)

beziehungsweise nach Mengzi entsprechend
- Innigkeit (親,  qīn) zwischen Vater und Sohn
- Rechtes Handeln (義,  yì) zwischen Fürst und Untertan
- Trennung (別,  bié) zwischen Gatte und Gemahlin
- Reihenfolge (序,  xù) zwischen Alt und Jung
- Wahrhaftigkeit (信,  xìn) zwischen Freund und Freund

## Yoga und Hinduismus
5 Yamas:
- Ahimsa (Gewaltlosigkeit)
- Satya (Wahrhaftigkeit)
- Asteya (Nicht-Stehlen)
- Brahmacharya (Enthaltsamkeit)
- Aparigraha (Nicht-Zugreifen)

5 Niyamas:
- Shauca (Reinheit)
- Santosha (Genügsamkeit)
- Tapas (Opfer und Buße)
- Svadhyaya (Studium und Reflexion)
- Ishvara Pranidhana (Hingabe an Gott)

## Allegorische Darstellung der Kardinaltugenden
Allegorische Darstellungen der Kardinaltugenden sind typische Elemente repräsentativer Grabanlagen der Renaissance und des Barock, vor allem an Grabmonumenten für Päpste, Bischöfe oder weltliche Herrscher, wie die Dogen von Venedig.
Beispiel
Grab des Papstes Clemens II. im Bamberger Dom:

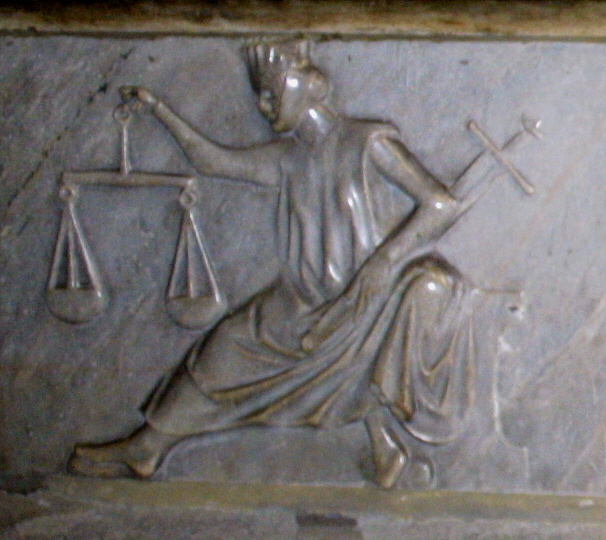
Iustitia (Gerechtigkeit)
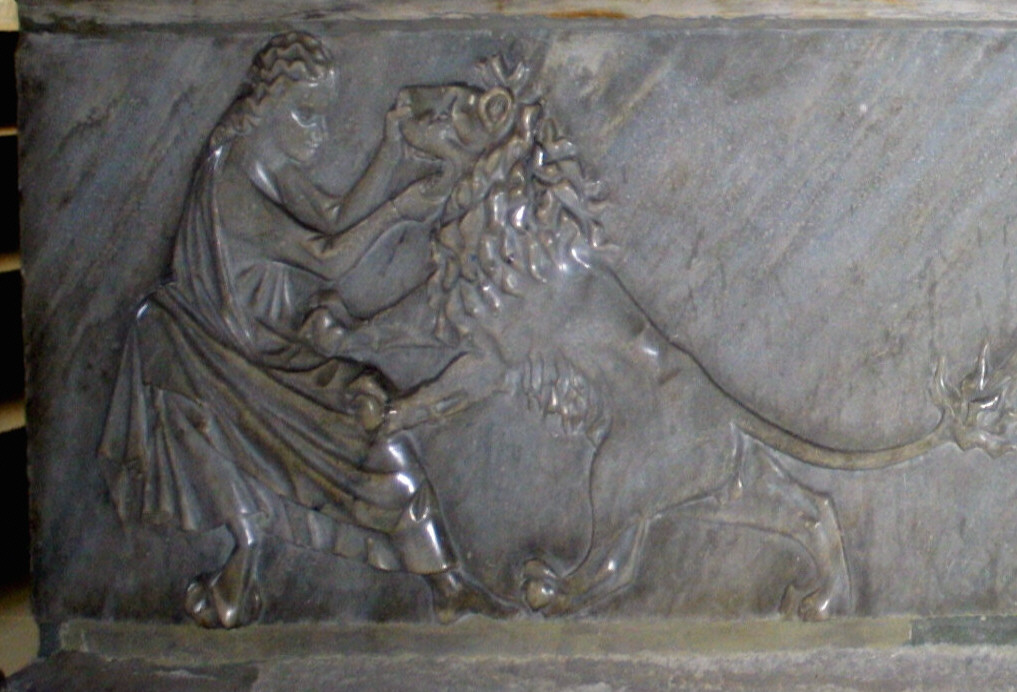
Fortitudo (Tapferkeit)
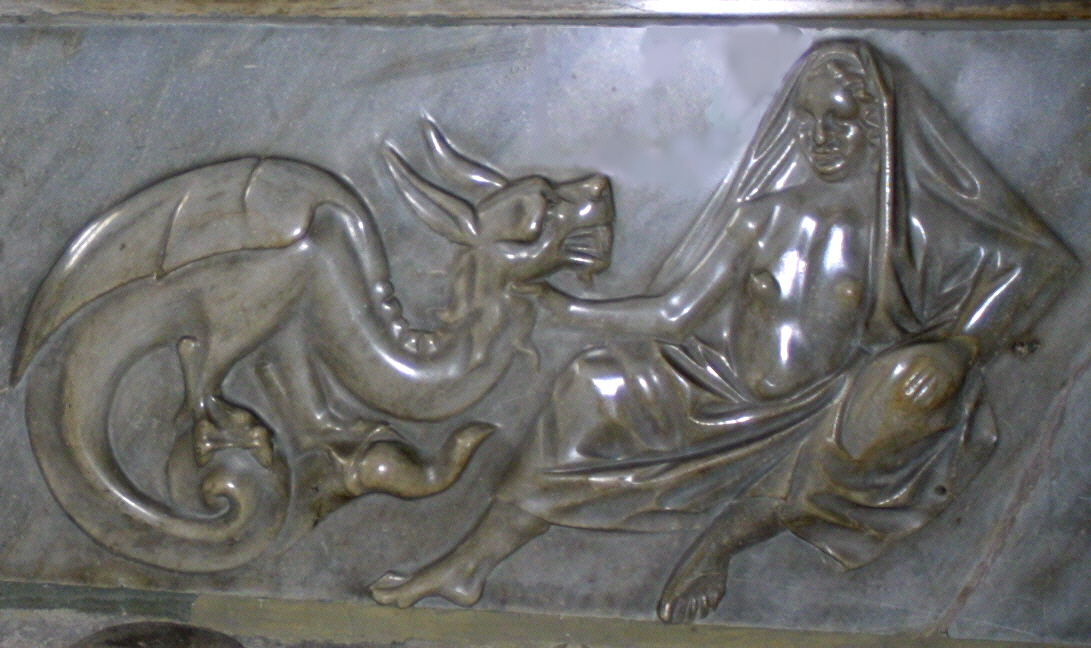
Prudentia (Klugheit)
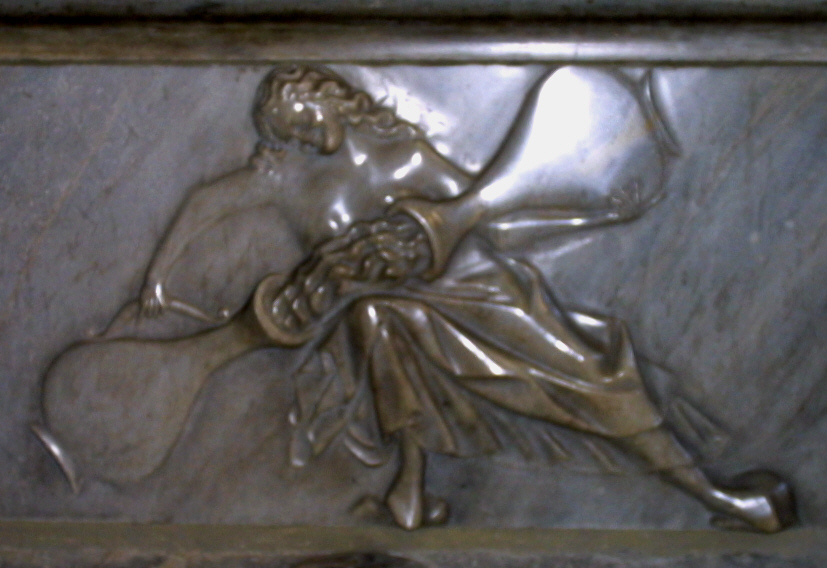
Temperantia (Mäßigung)

Darstellung der Tugenden an der repräsentativen barocken Fassade (1737) der Gesuati-Kirche in Venedig sollen zum Ruhm der Dominikaner, Auftraggeber von Kirche und Fassade, dienen.

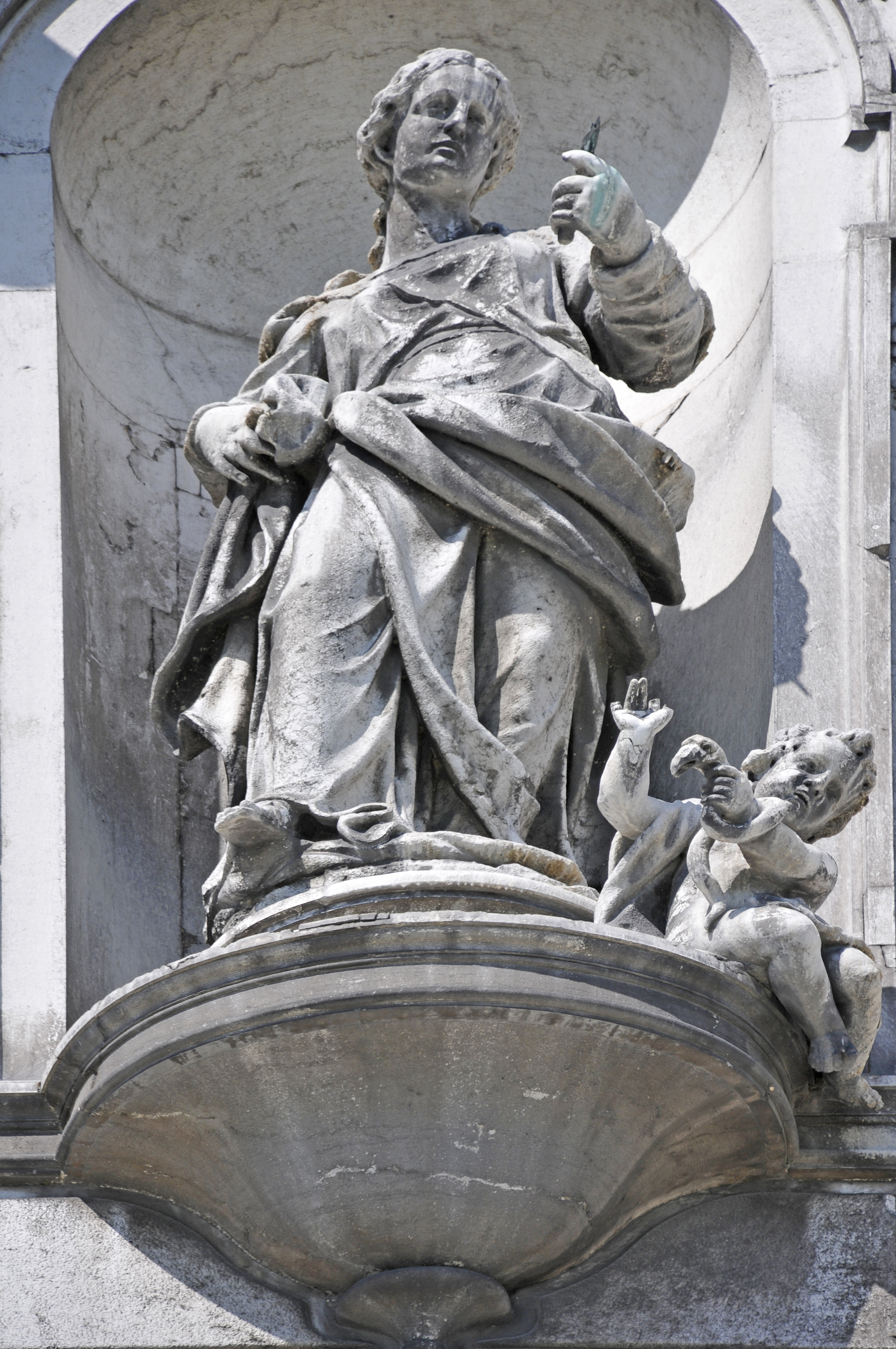
Weisheit von Gaetano Susali
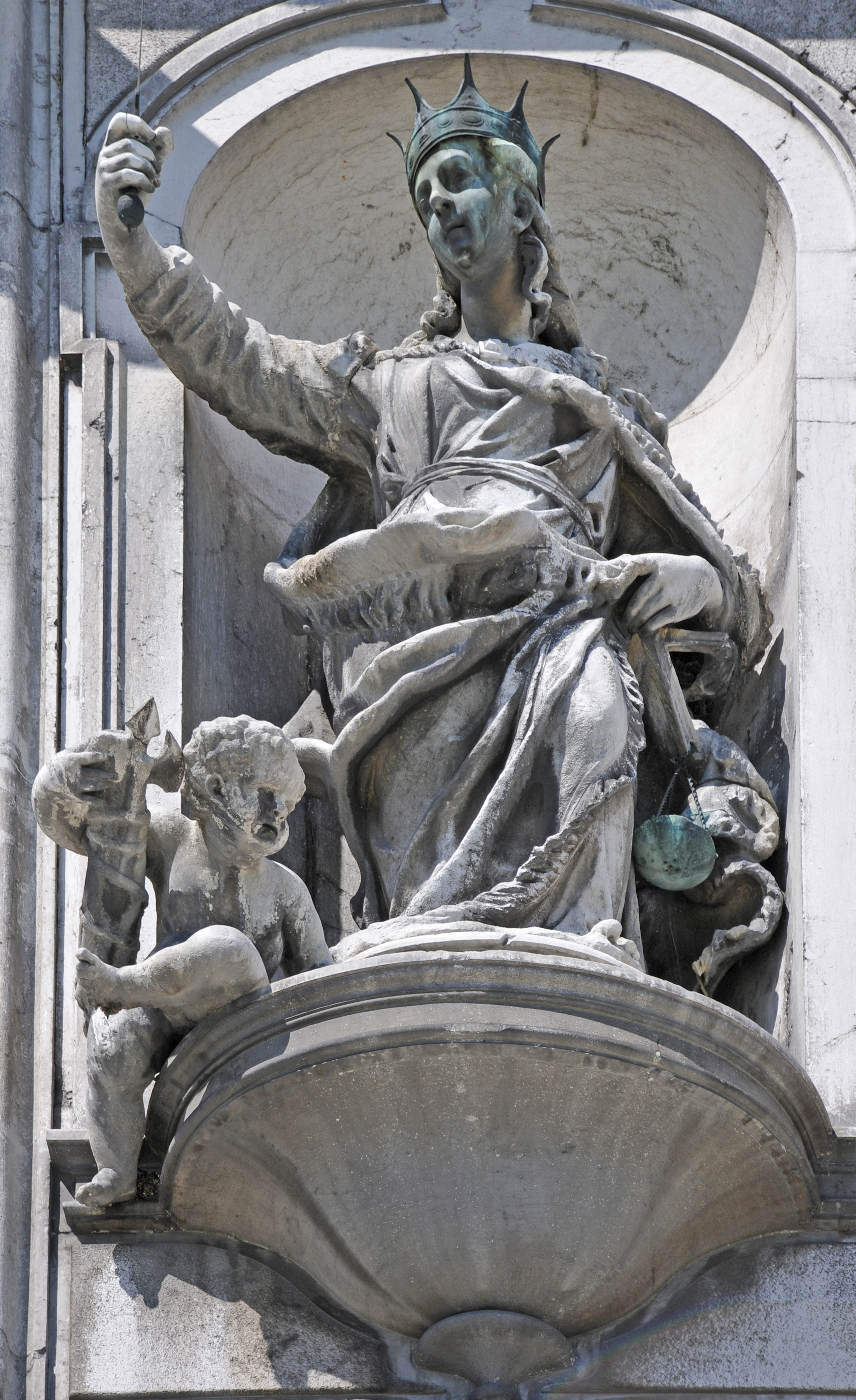
Gerechtigkeit von Francesco Bonazza
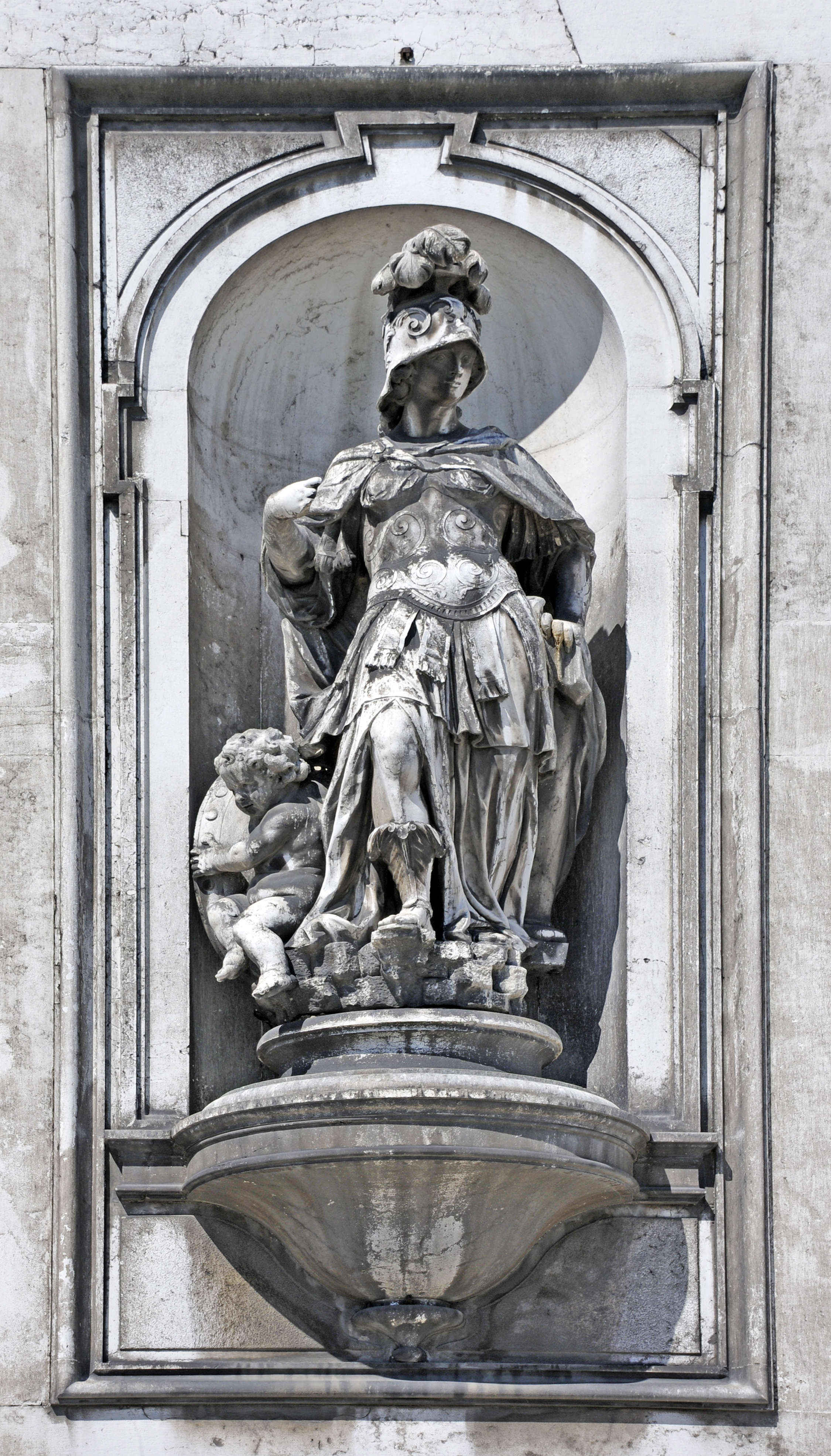
Tapferkeit von Giuseppe Torretto
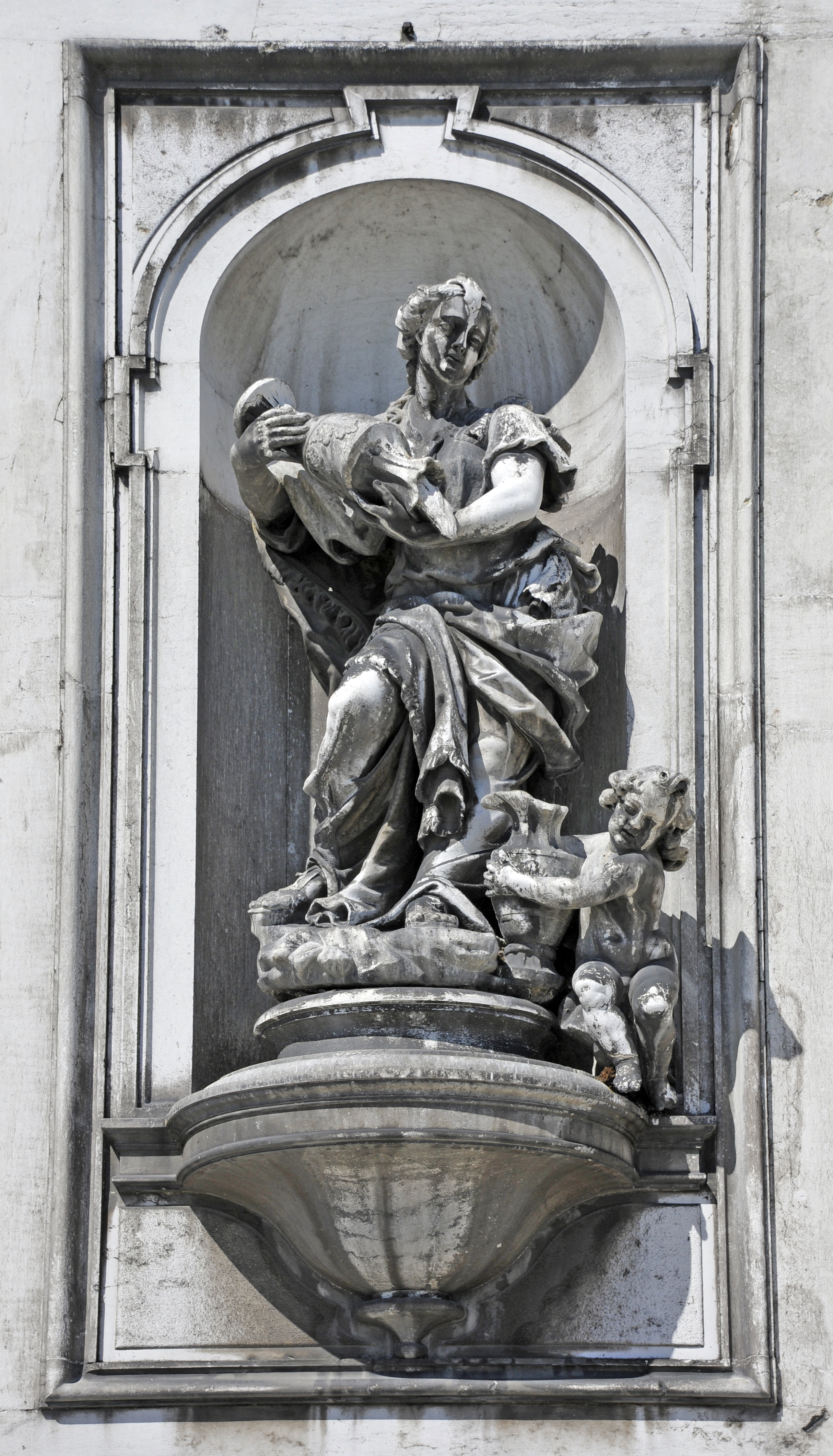
Mäßigung von Alvise Tagliapietra

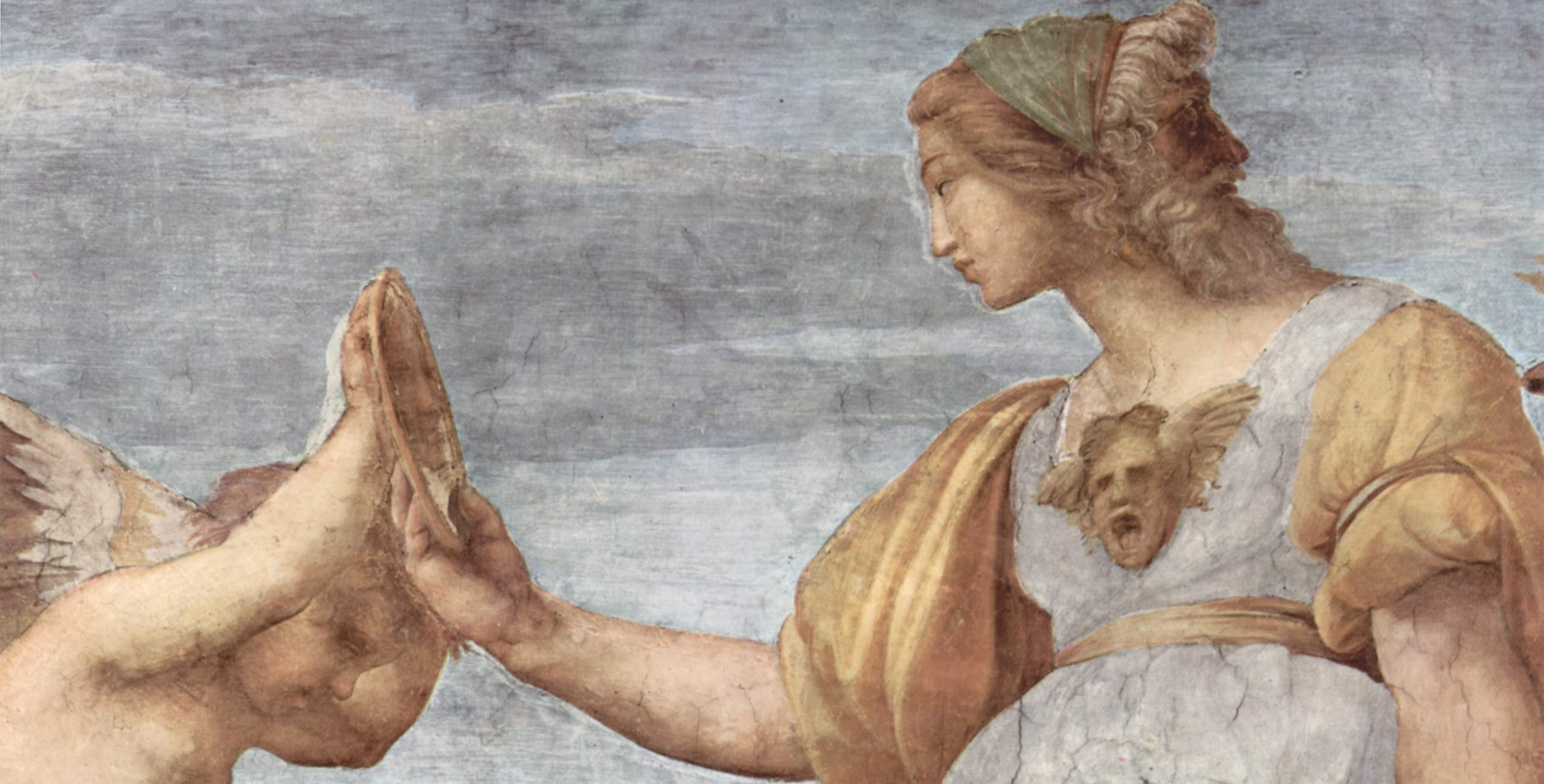
Klugheit (Prudentia) mit zwei Gesichtern und Spiegel, Detail aus den Kardinal- und Gottestugenden von Raffael, Fresko in den Stanzen des Raffael

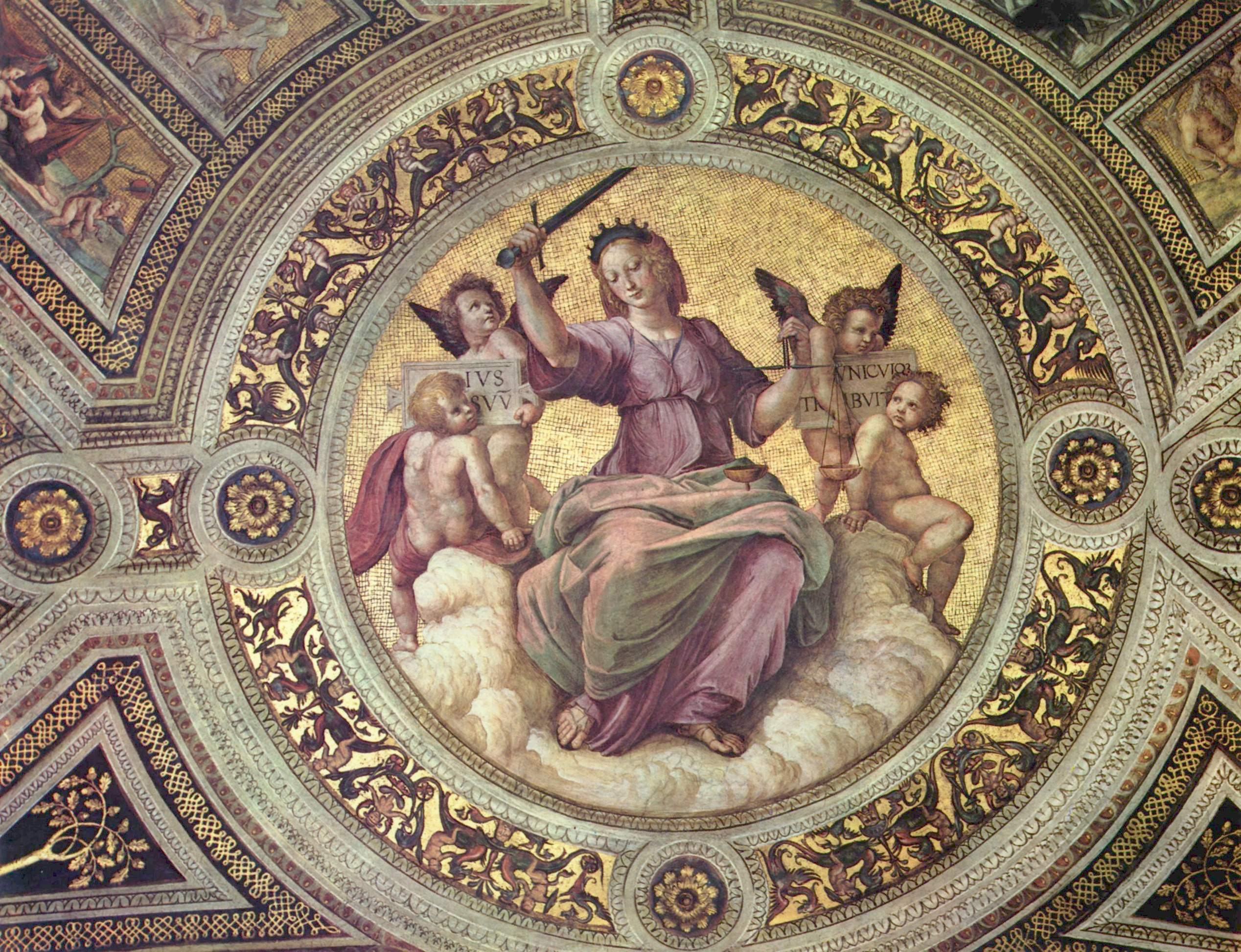
Gerechtigkeit (Justitia) mit Waage, Schwert und Krone, Medaillon an der Decke der Stanza della Segnatura in den Stanzen des Raffael

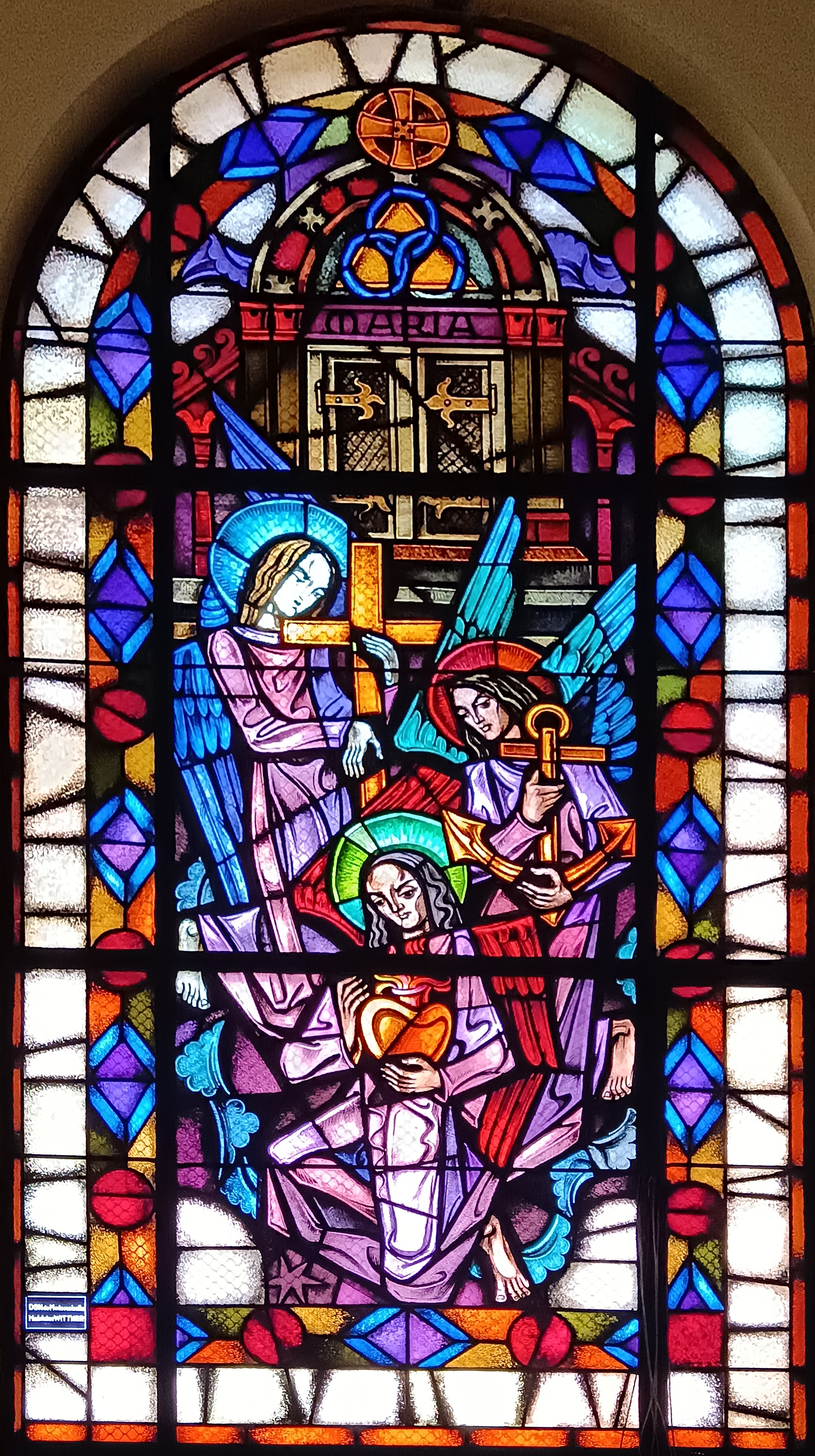
Glaube (Fides) mit dem Kreuz; Hoffnung (Spes) mit dem Anker; Liebe (Caritas) mit dem Herzen, Modernes Kirchenfenster

### Attribute
Die allegorischen Darstellungen der Tugenden sind immer weiblich, gemäß dem Genus des Begriffs im Lateinischen. Beigefügte Inschriften oder Attribute helfen dem Betrachter, die jeweiligen Tugenden zu identifizieren.

#### Weltliche Tugenden
- Klugheit (Prudentia): Schlange, Spiegel, Schriftrolle oder Buch, Januskopf (zwei Gesichter)
- Gerechtigkeit (Justitia): Waage, Schwert, Krone, Augenbinde
- Tapferkeit (Fortitudo): Fahne, Rüstung, Schwert, Schild, Löwe, (Simson-)Säule[8]
- Mäßigung (Temperantia): Sanduhr, zwei Gefäße zum Mischen von Wasser und Wein, brennende Fackel und Krug zum Löschen, auf einem Kamel/Elefant reitend, Schwert in der Scheide, Zügel

#### Christliche Tugenden
- Glaube (Fides): Kreuz, Kelch (mit Hostie), Gesetzestafel, Kerze
- Liebe (Caritas): Mutter mit Kindern, Fackel, brennendes Herz, Bettler, Pelikan
- Hoffnung (Spes): Taube, Anker, Krone, Schiff, Fahne, Augen zum Himmel gewandt, geflügelt

### Giottos Darstellung der drei theologischen Tugenden
Im Neuen Testament kommt der Kanon der vier Tugenden nicht vor. Der Apostel Paulus führte drei Theologische Tugenden ein (vgl. 1 Kor 13,13 ):
- Glaube (lateinisch fides),
- Hoffnung (lateinisch spes) und
- Liebe (lateinisch caritas).

Die nachfolgende Darstellung ist in der Cappella degli Scrovegni in Padua zu finden.

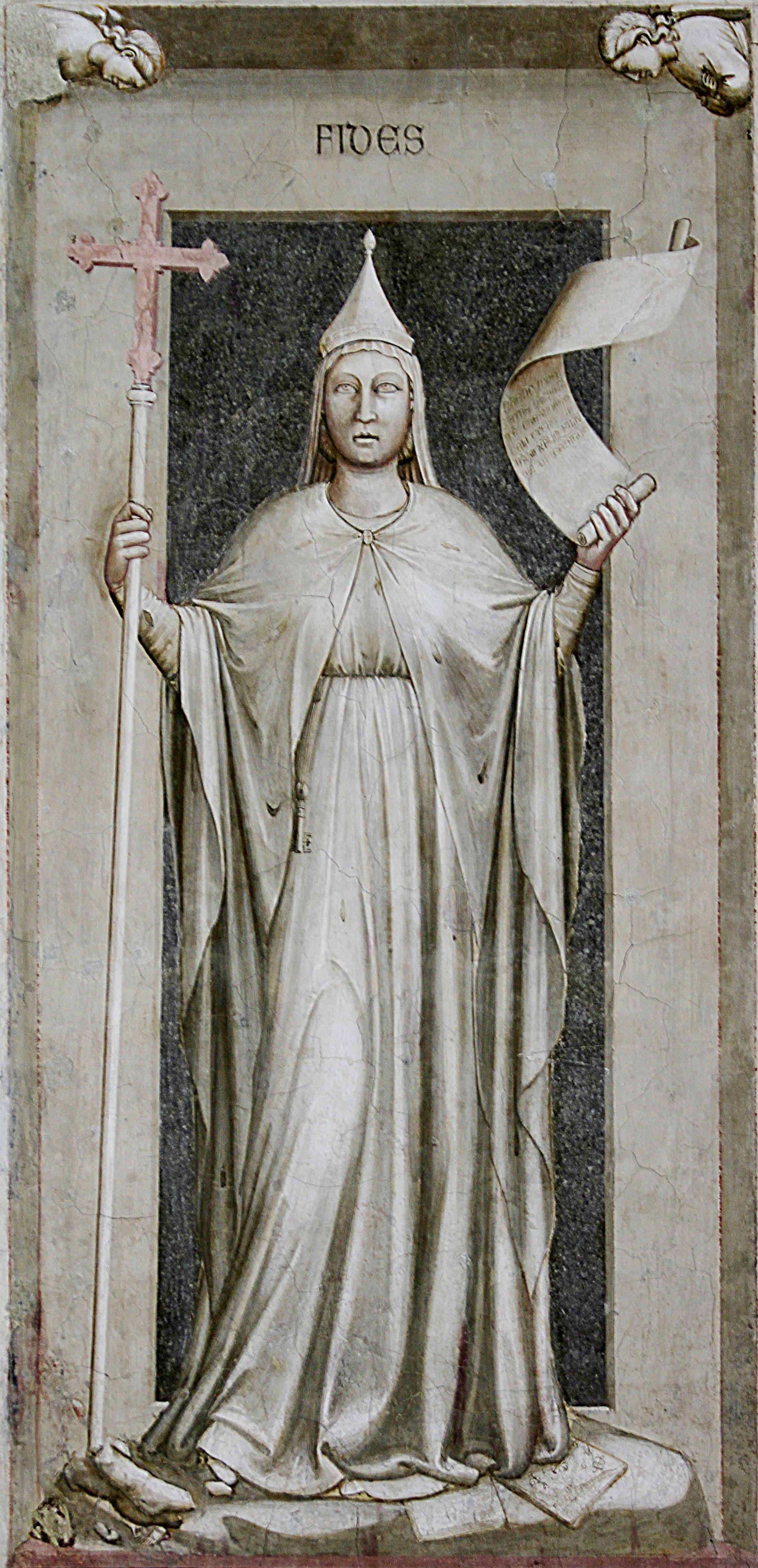
Fides (Glaube)
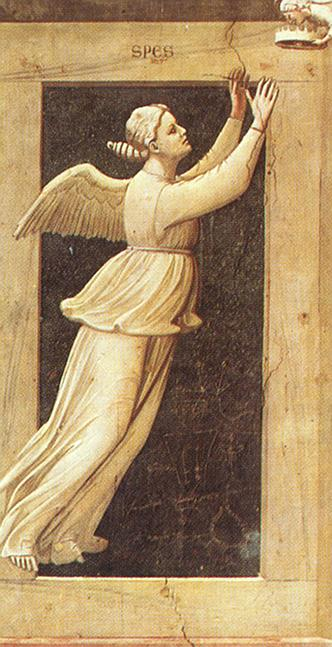
Spes (Hoffnung)
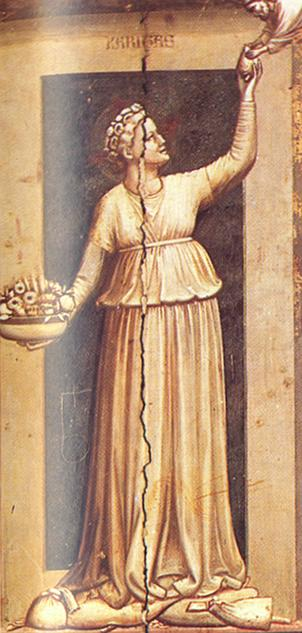
Caritas (Liebe)

Zusammen ergibt das die Siebenzahl:
- Weisheit oder Klugheit
- Gerechtigkeit
- Tapferkeit
- Mäßigung
- Glaube
- Hoffnung
- Liebe

Sie werden im Katechismus der Katholischen Kirche den sieben Todsünden (Hauptlastern) gegenübergestellt.